# Lemonia taraxaci
Lemonia taraxaci là một loài bướm đêm thuộc họ Lemoniidae. Nó được tìm thấy ở đông Nam Âu.
Sải cánh dài 45–65 mm. The moth gặp ở tháng 8 đến tháng 10 tùy theo địa điểm.
Ấu trùng ăn Hieracium và Taraxacum.

## Hình ảnh